# Kakita Ken
Ken Kakita (sinh ngày 10 tháng 9 năm 1970) là một cầu thủ bóng đá người Nhật Bản.

## Sự nghiệp câu lạc bộ
Ken Kakita đã từng chơi cho Kashima Antlers.